# Benicarló
Benicarló é um município da Espanha na província de Castelló, comunidade autónoma da Comunidade Valenciana. Tem 47,9 km² de área e em 2021 tinha 27 658 habitantes (densidade: 577,4 hab./km²).

## Demografia
| Variação demográfica do município entre 1991 e 2004 | Variação demográfica do município entre 1991 e 2004 | Variação demográfica do município entre 1991 e 2004 | Variação demográfica do município entre 1991 e 2004 |
| --------------------------------------------------- | --------------------------------------------------- | --------------------------------------------------- | --------------------------------------------------- |
| 1991                                                | 1996                                                | 2001                                                | 2004                                                |
| 18351                                               | 19229                                               | 20542                                               | 22653                                               |